# Apororhynchus hemignathi
Apororhynchus hemignathi es un gusano parásito microscópico descrito por primera vez por Arthur Everett Shipley en 1899. Pertenece al género Apororhynchus y se adhiere a la paredes intestinales de los vertebrados no marinos.

## Distribución
Apororhynchus hemignathi es nativo de Hawái, pero su distribución actual es el Indo-Pacífico Occidental, Oceanía.

## Enlaces
Wikiespecies tiene un artículo sobre Apororhynchus hemignathi
- Datos: Q3826362
- Multimedia: Apororhynchus hemignathi / Q3826362
- Especies: Apororhynchus hemignathi